# Johan IV av Auvergne
Johan IV av Auvergne, född okänt år, död 1501, var regerande greve av Auvergne från 1497 till 1501. 